# 4770 Lane
4770 Lane eller 1989 PC är en asteroid i huvudbältet som upptäcktes 9 augusti 1989 av den amerikanske astronomen Eleanor F. Helin vid Palomar-observatoriet. Den är uppkallad efter Arthur Lonne Lane.
Asteroiden har en diameter på ungefär 9 kilometer.